# Modesto Seara Vázquez
Modesto Seara Vázquez (Allariz, España; 11 de septiembre de 1931 - Ciudad de México, 26 de diciembre de 2022) fue un jurista y académico mexicano de origen español. 
Fue Rector del Sistema de Universidades Estatales de Oaxaca, un innovador modelo universitario que él diseñó en 1988 y que dirige desde el inicio de actividades en 1990. En 2021 comprende 10 Universidades, con un total de 18 campus. Tiene el reconocimiento de Investigador Nacional Emérito, del Sistema Nacional de Investigadores del CONACyT y es, desde 1993, Presidente de Honor de la Asociación Mexicana de Estudios Internacionales, institución que fundó en 1967.

## Formación académica
Estudió derecho en la Universidad Central (hoy Complutense) de Madrid (1955), y el Doctorado en Derecho Internacional en la Universidad de París, Sorbona (1959), donde presentó su tesis “Études de Droit Interplanetaire”, uno de los escritos pioneros en el campo del derecho del espacio exterior.
Ese mismo año presenta en el X Congreso de la Federación Astronáutica Internacional, una ponencia sobre “The Functional Regulation of Extra-atmospheric Space”, donde enuncia su teoría del enfoque funcional del derecho espacial, que durante un tiempo fue la doctrina dominante.

## Sus años en la Universidad Nacional Autónoma de México
En 1961 se incorpora a la Universidad Nacional Autónoma de México, como Profesor Investigador de tiempo completo en el Instituto de Derecho Comparado (hoy Instituto de Investigaciones Jurídicas), además de dar clases en la Facultad de Derecho y en la Facultad de Ciencias Políticas y Sociales. En 1966 pasa a ser profesor de tiempo completo en la Escuela Nacional de Ciencias Políticas y Sociales, donde recibe el encargo de organizar la División de Estudios Superiores y el nombramiento de Jefe de la División, con lo que la Escuela se convierte en Facultad. En 1970 fundó en dicha Facultad el Centro de Relaciones Internacionales y lo dirigió hasta 1973. 
En la misma UNAM, en la hoy FES-Acatlán, impartió varias clases en el campo del derecho internacional y las relaciones internacionales y fundó y dirigió el Anuario Mexicano de Relaciones Internacionales (1980-1988).
También fue profesor en la University of Utah (1965-1966) y realizó una estancia de investigación en Berlín (Occidental), principalmente en el Iberoamerikanisches Institut, entre 1969 y 1970. 
Como reconocimiento a la labor realizada en la enseñanza y la investigación, el Gobierno de México le otorgó la Condecoración del Águila Azteca en 1976.
En los años 80 Modesto Seara intensifica sus actividades académicas, con la reorganización de la Asociación Mexicana de Estudios Internacionales, que adopta en 1982 esta modificación a su nombre original y en 1986 comienza los congreso anuales que la llevarían a tener una importante proyección mundial, en estrecha relación con la International Estudies Association, de la que Modesto Seara sería elegido Vicepresidente en 1989. Igualmente continua participando en las reuniones académicas de la International Political Science Association y del Academic Council on the United Nations System. Su texto de Derecho Internacional Público se reedita periódicamente y se convierte en texto estándar en muchas universidades, con 25 ediciones y una reimpresión, en 2019. También se reedita el Tratado General de la Organización Internacional. Pero su obra teórica más importante es sin duda La Hora Decisiva, en la que desarrolla los planteamientos formulados en su cátedra de la UNAM en las anteriores dos décadas y plantea un análisis sistémico de la realidad internacional, desde cinco perspectivas: ecológica, económica, social, política e ideológica. Es un estudio de la crisis mundial en sus múltiples dimensiones, que también expone en un cursillo impartido en 1985 en la Universidad del País Vasco:Crisis Mundial y Modelos de Sociedad Internacional. Son planteamientos que anticipan la crisis que se vive en 2021, y que recogería en una obra colectiva, que coordina y que se publica en ese año de 2021, Pandemia. La Crisis Catastrófica.
En el congreso internacional, The Right to Food, celebrado en Montreal en 1984, propone que la destrucción de alimentos por razones económicas sea declarado crimen contra la humanidad.

## En la transición política española
Modesto Seara Vázquez militaba en el Partido Socialista Obrero Español desde la década de los 50, cuando se incorporó a las organizaciones del exilio español en Francia. Participa como delegado en el Congreso XXVII del PSOE en Madrid, en diciembre de 1976 y le piden que reorganice el Partido en Galicia. Se concentra primero en la provincia de Orense, donde es elegido Secretario General y miembro del Comité Federal en Madrid. Amplía después su actuación al resto de Galicia, contribuyendo a la consolidación del Partido en esa parte de España y en 1977 lo eligen como primer Secretario General del Partido Socialista de Galicia (PSOE), que es el nuevo nombre que se adopta. Participa intensamente en las actividades partidarias y propone en el seno del Comité Federal del Partido, algunas modificaciones al proyecto de Constitución de 1978, una parte de las cuales es aprobada y algunas, de carácter simplemente técnico fueron descartadas.
En 1979 lo expulsan del PSOE, por traicionar los principios democráticos y violentar los acuerdos de la Comisión Ejecutiva Nacional respecto a la elaboración de las listas de Galicia. Modesto Seara había prometido que las listas serían configuradas de modo totalmente democrático, en unas primarias transparentes, por las cuatro  Asambleas provinciales, con listas abiertas y en votación secreta. En el Comité Federal, las listas propuestas no fueron respetadas y eso motivó  que Modesto Seara abandonara, primero el Comité Federal, y días después el Partido. Se incorpora al PSOE-Histórico donde ejerce un liderazgo efectivo, aunque informal, contribuyendo a reforzar la organización en todo el territorio. Es elegido Secretario General, pero el gobierno de retira el registro al partido, por lo que procede al registro del  nuevo nombre, Partido Socialista (PS). Meses después, en 1982, encabeza la lista de Madrid de ese partido, para las elecciones de 1982; pero en la mañana del 28 de octubre, al iniciarse las votaciones, le retiran de nuevo el registro y lo sacan del proceso electoral. El motivo aducido: había confusión entre Partido Socialista Obrero Español y Partido Socialista. En las mismas elecciones participaron dos partidos en los que coincidían dos de tres nombres: Unión del Centro Democrático (UCD) y Centro Democrático y Social (CDS). De nuevo registra otro nombre, Partido Acción Socialista (PASOC). A pesar de haberse retirado a finales de 1982,  el Partido lo mantienen como Secretario General durante unos años.

## Actividades en los medios de comunicación
En el diario El Universal, a finales de la década de 1960 colaboró en la página editorial y reanudó su cooperación en la página editorial, al mismo tiempo que dirigió el suplemento dominical Mundo Latinoamericano. 
En la década de 1970 escribía el suplemento dominical El Mundo desde el Sol, en el diario El Sol de México y también colaboraba regularmente en la página editorial. En esos mismos años era Asesor General del Canal 13 TV (televisión pública) teniendo a su cargo las relaciones institucionales del Canal, y el comentario editorial sobre política internacional en el informativo dominical “Séptimo Día”. Igualmente dirigía y producía la serie de documentales “Paz y Conflicto”, sobre diversos temas internacionales. 
En los años 80 colaboraba regularmente en la primera plana del diario Excelsior de México. Ocasionalmente también escribió en Le Monde Diplomatique (Paris), Madrid e Informaciones (ambos de Madrid). Durante varios meses tuvo un programa matutino sobre cuestiones internacionales, en el Canal 5 TV, de Televisa.

## Un proyecto universitario único: de la utopía a la realidad
A finales del año de 1988,  el Gobernador del Estado mexicano de Oaxaca, pide a Modesto Seara que elabore un proyecto para una universidad, en una zona de la Región Mixteca de ese Estado. El lugar escogido se encuentra en las cercanías de la Ciudad de Huajuapan de León, una zona alta, físicamente muy deteriorada, sin vegetación, y de difícil acceso, pues no había carretera. Las ambiciones del proyecto eran muy limitadas: construir una universidad para una localidad pequeña, que respondiera a las necesidades locales.
Modesto Seara Vázquez elaboró el proyecto, y con él dio inicio a un nuevo modelo de universidad, concebido como una universidad para el desarrollo. La definición que le dio a la universidad iba en el sentido de trascender su función educativa, y entenderla como un instrumento cultural para transformar la sociedad. Le dio cuatro funciones principales: enseñanza, investigación, difusión de la cultura y promoción del desarrollo. La Universidad Tecnológica de la Mixteca inició sus labores en 1990. El modelo de la UTM se extendió por todo el territorio del Estado y en 2021, el Sistema de Universidades Estatales de Oaxaca llegaba a las diez universidades Universidad Tecnológica de la Mixteca, Universidad del Mar, Universidad del Istmo, Universidad del Papaloapan, Universidad de la Cañada, Universidad de la Sierra Juárez,  Universidad de la Sierra Sur, Universidad de la Costa, Universidad de Chalcatongo y NovaUniversitas, con dieciocho campus que cubren la totalidad del territorio del Estado de Oaxaca. 
Los sucesivos gobiernos mantuvieron en todo momento el apoyo al proyecto y respetaron estrictamente su autonomía, con el resultado de que gracias a ese apoyo y la continuidad que recibió, se ha convertido en un modelo de alta calidad, que ha trascendido a nivel internacional, con la obtención de numerosos premios y distinciones en los campos de las tecnologías de la información, la ciencias empresariales y las ciencias de la salud. 
Este modelo ha demostrado que es posible crear universidades de muy alta calidad en un entorno físico, cultural, lingüístico, y social complejo y difícil. Y se consiguió y se mantiene a un costo muy bajo, en razón de la eficiencia y transparencia con el que se maneja.

## Puestos académicos desempeñados
- Investigador de tiempo completo del Instituto de Derecho Comparado, hoy Instituto de Investigaciones Jurídicas de la UNAM, de 1961 a 1965
- Profesor de la Facultad de Derecho de la UNAM, de 1961 a 1967
- Profesor de la Facultad de Ciencias Políticas y Sociales de la UNAM, de 1961 a 2012
- Jefe fundador de la División de Estudios Superiores, de la FCPS-UNAM, de 1967 a 1960
- Director Fundador del Centro de Relaciones Internacionales, FCPS-UNAM, de 1970 a 1973
- Profesor de la University of Utah «Salt Lake City», de 1965 a 1966
- Profesor de El Colegio de México, 1967
- Asesor del Secretario de Relaciones Exteriores de México (1989), y miembro de la Comisión de Admisión al Servicio Exterior Mexicano en muchas ocasiones, entre comienzos de la década de 1960 y mediados de la década de 1990
- Director Fundador del Anuario Mexicano de Relaciones Internacionales, de 1980 a 1987
- Vicepresidente de la International Studies Association (ISA), de 1989 a 1991
- Miembro del Comité Directivo del Academic Council on the United Nations System (ACUNS), 1989
- Miembro del Comité Nacional Mexicano para el Quincuagésimo Aniversario de las Naciones Unidas, 1995
- Evaluador para la promoción de un professor, University of Ottawa, Faculty of Social Sciences, 1991
- Miembro del Grupo Especializado de Actividades Espaciales, UNAM, 1987
- Miembro del Ad Hoc Committee on the International Geosphere/Biosphere Program (ISA), con Oran Young (U. Vermont), Harold Jacobsen (U. Michigan), Mihaly Simai (Magyar Ensz Tarsasag) y Denis Pirages (U. Maryland), 1986

## Principales contribuciones académicas
- Fue uno de los iniciadores del derecho del espacio, desde 1957 con la Tesis Doctoral «Études de Droit Interplanetaire» en la Universidad de París (Sorbona) 1959. Traducido al español en la UNAM en 1961, en ruso en 1963 y al inglés en 1965 por el Wayne State University Press, Detroit. Su teoría de la reglamentación funcional del Espacio Exterior, fue durante años, la doctrina dominante a nivel internacional.
- Desarrollo de los aspectos teóricos del tercermundismo. El estado de preguerra, Memoria ante la Sociedad Española de Estudios Internacionales y Coloniales, Madrid 1954
- La teoría de la lucha de clases internacionales, expuesta en el curso de Política Mundial, en la FCPS. Temario de la materia, 1961
- El Mundo en Transición, Cuadernos Americanos, Modesto Seara Vázquez. 1964
- Teoría concentracionista de las relaciones internacionales, en Paz y conflicto en la sociedad internacional, primer capítulo, UNAM, 1969
- Planteamiento original de la teoría de las zonas de influencia. “Teoría de las Zonas de Influencia”, Revista Mexicana de Ciencia Política, UNAM, 1971,  pp. 25-32; en alemán, “Theorie der Einflussbereiche”, en Multitudo Legum, JusUnum, Freie Universitat Berlín, 1973, pp. 537-554; en inglés, Zones of Influence, en British Year Book of World Affairs, Londres, 1973, pp. 301-315
- Anticipación del estallido del mundo bipolar. El fin del maniqueísmo internacional, Cuadernos Americanos, 1964; La nueva estructura de la sociedad internacional, Boletín del CRI, UNAM, 1971; La Hora Decisiva (Parte V: La Confrontación Ideológica Anacrónica), Joaquín Mortiz/Planeta, 1986
- El concepto de intersoberanía. En “Hacia el concepto de intersoberanía”, en Liber amicorum para el Profesor. José Pérez Montero, Universidad de Oviedo, 1988; y “El Artículo 2. Párrafo 7 de la Carta y el concepto de Intersoberanía”, en A.M.R.I., 1988
- La propuesta de la destrucción de alimentos, por razones económicas, como crimen contra la humanidad, (Montreal, 1985)

## Instituciones creadas por Modesto Seara Vázquez
- Asociación Mexicana de Estudios Internacionales, creada en 1967 con el nombre de Instituto Mexicano de Estudios Internacionales, que cambió a Asociación en 1982. Presidente de 1967 a 1968 y de 1982 a 1993.
- Asociación Mexicana de Ciencia Política, 1972, Presidente entre 1972 y 1979
- División de Estudios Superiores, FCPS-UNAM 1967
- Centro de Relaciones Internacionales,  FCPS-UNAM, 1970
- Anuario Mexicano de Relaciones Internacionales, UNAM, 1980
- Partido Socialista (España) 1981; disuelto en 1982, por la Audiencia Nacional
- Partido Acción Socialista, PASOC, España, de 1982 a 1986
- Universidades Estatales de Oaxaca. Diez universidades con 18 campus, que iniciaron actividades en 1990, con la Universidad Tecnológica de la Mixteca.

## Asociaciones académicas
- Miembro de Asociación Mexicana de Estudios Internacionales, desde 1967
  - Presidente 1967-1968, 1982-1993
  - Presidente de Honor, desde 1993
- Asociación Mexicana de Ciencia Política
  - Presidente, 1972-1979
- International Studies Association (ISA)
  - Vicepresidente, 1988-1989
  - Miembro del Comité Ejecutivo, 1993-1994
  - Miembro del Consejo de Gobierno, 1983-1994
- International Political Science Association
  - Miembro del Consejo, 1972-1979, 1985
- Instituto Hispano-Luso-Americano de Derecho Internacional
  - Miembro Asociado
- World Assembly of International Studies
  - Miembro del Comité Directivo, 1984-1987
- Academic Council on the United Nations System (ACUNS)
  - Miembro del Comité Ejecutivo, 1987-1990
- International Institute of Space Law (París), desde 1988
- European Public Law Organization (Atenas), desde 2009

## Distinciones
- Condecoración del Águila Azteca, del Gobierno de México, 1976
- Medalla Castelao, de la Xunta de Galicia, 2011
- Investigador Nacional Emérito, del Sistema Nacional de Investigadores del CONACyT, 1997
- Ingeniero de Montes de Honor, por la Universidad Politécnica de Madrid, 2009
- Medalla de Honor, de la Universidad Internacional Menéndez Pelayo (Santander), 2015
- Medalla Donají, de la Ciudad de Oaxaca de Juárez, 2008
- Medalla José López Alavez, del Ayuntamiento de Huajuapan de León, 1999
- Medalla Antonio de León, del Ayuntamiento de Huajuapan de León, 1998
- Medalla de Oro al Mérito Académico, de la Universidad Nacional Autónoma de México, 2011
- Llave de oro de Tijuana, 1987
- Huésped Distinguido de la Ciudad de Santiago de Querétaro, 1981 y 1990
- Premio Gallegos del Año, del diario El Correo Gallego, Santiago de Compostela, 2015
- Chimalli de Oro, del diario El Imparcial de Oaxaca, en Ciencia y Tecnología, 2012
- Premio Torres Bodet al Internacionalista del Año, por la Universidad de las Américas Puebla, 1986
- Distinción «Gallego Universal», por la Organización Sexta Provincia, Galicia, 2011
- Medalla de oro, de la Academia Rusa de Ciencias Naturales (Российская Академия Естествознания), por el trabajo innovador en el campo de la educación superior, 2012
- Premio Estatal al Mérito Ciudadano 2009, Consejo Estatal de Participación Ciudadana de Oaxaca A.C.
- Presea «Huaxyacac» 2004, de la Barra Oaxaqueña de Abogados y Pasantes de Derecho Independientes A.C.
- Doctor of Science Honoris Causa, International Academy of Natural History, 2012
- Presidente de Honor de la Asociación Mexicana de Estudios Internacionales, desde 1993
- Premio al Mérito Educacional y Cultural, Huatulco, 2005

## Publicaciones

### Libros
- Pandemia. La Crisis Catastrófica, (Coordinador y autor). Huatulco: Universidad del Mar, 2021. (También, edición en inglés, Pandemic. The Catastrophic Crisis. Huatulco: UMAR, 2021).
- Around the World in 80 Years. Volumen I 1931-1976. First English Edition. Huatulco: UMAR, 2020.
- Die entscheidende Stunde. Huatulco: Universidad del Mar, 2020.
- The Decisive Hour. 1st. English Edition. Huatulco: Universidad del Mar, 2020
- Un Nuevo Modelo de Universidad. 3a. Edición. Huajuapan de León: Universidad Tecnológica de la Mixteca, 2019.
- La Vuelta al Mundo en 80 años. Vol. 1, 1931-1976. Huatulco: Universidad del Mar, 2016.
- Modesto Seara Vázquez y Alberto Lozano (Eds.). Después de la Tragedia. A 70 Años de la Segunda Guerra Mundial. Huatulco: Universidad del Mar, 2015.
- Derecho Internacional Público, 25ª. Ed., 1a. Reimpresión. México: Porrúa, 2019.
- Сеара Васкес Модесто и др. НОВАЯ МОДЕЛЬ УНИВЕРСИТЕТА. Университеты развития. Мексиканский опыт для России. Москва: МАОК, 2012.
- Сеара Васкес Модесто и др. БОЛОНСКИЙ ПРОЦЕСС. ПЕРСПЕКТИВЫ ДЛЯ РОССИИ. Mockba: Международная академия оценки и консалтинга, 2012.
- La Sociedad Internacional Amorfa, Soluciones inadecuadas para problemas completos. México/Huatulco: UMAR/UNAM, 2011.
- Vento de Queixuras. México, 2011.
- A New Charter for the United Nations (Versión inglesa actualizada y modificada de la anterior). Huajuapan: UTM, 2004.
- La Hora Decisiva, 3ª. Ed. México: Porrúa, 1995.
- Las Naciones Unidas a los cincuenta años. México: FCE, 1995.
- Una Nueva Carta para las Naciones Unidas. Huajuapan de León: UTM, 1993.
- Política Exterior de México. 3ª. Ed. México: Porrúa, 1985.
- Derecho y Política en el Espacio Cósmico. 2ª. Ed., México: UNAM, 1982.
- Tratado General de la Organización Internacional. 2ª. Ed. 1ª. Reimpr. México: FCE, 1985.
- Del Congreso de Viena a la Paz de Versalles. 2ª. Ed., México: Porrúa, 1980.
- 'La Paz Precaria. De Versalles a Danzig. 2ª. Ed., México: Porrúa, 1980.
- メキシコの外交政策 (versión japonesa, modificada de La Política Exterior de México). Kyoto: Koyosobo, 1980.
- Paz y Conflicto en la Sociedad Internacional. México: UNAM, 1969.
- El Socialismo en España. México: ENEP-Acatlán, 1980.
- La Sociedad Democrática. México: UNAM, 1978.
- Cosmic International Law. Detroit: Wayne State University Press, 1965.
- Introducción al Derecho Internacional Cósmico. México: UNAM, 1961.
- Études de Droit Interplanetaire (Tesis doct. mimeogr.) Paris, 1959.